# Bernhard Feldkamp
Bernhard Feldkamp (* 1. Juni 1897 in Pye; † 2. Oktober 1970 ebenda) war ein deutscher Maler. Seine Malweise ist dem Magischen Realismus zuzurechnen.

## Leben und Werk

### Familie
Bernhard Feldkamp, war der fünfte von sieben Söhnen des Ehepaares Ferdinand Feldkamp und Liese, geb. Clausing. Das Paar hatte insgesamt zwölf Kinder. Nach seinem Volksschulabschluss, dem eine Lehre in einer Osnabrücker Werkstatt für Glasmalerei folgte, wurde Bernhard Feldkamp 1916 als Soldat eingezogen und zum Funker ausgebildet.
Nach dem Krieg kehrte Feldkamp, wie es scheint weitgehend unverletzt, in seinen Heimatort Pye zurück. Er verweigerte sich den Anforderungen zu einem selbständig geführten Leben und widmete sich ausschließlich seinem Kunstschaffen und zwar unabhängig von der sonst üblichen existenziellen Absicherung durch eine bezahlte Tätigkeit. Eine Haltung, die er auch nach der Heirat mit Luise Hawighorst im Jahre 1934 beibehielt und die von seinen ihn versorgenden Geschwistern auch akzeptiert wurde.

### Künstlerisches Schaffen
Seine ersten Ausstellungsmöglichkeiten erhielt Bernhard Feldkamp durch den Kunsthändler Otto Meyer, in dessen neu eröffnetem „Kunstsalon Adolf Meyer“ seine Werke im Jahre 1929 präsentiert wurden. Feldkamp wurde in die von Meyer initiierte Osnabrücker Künstlergruppe aufgenommen und ein Teil seiner Werke ging auf Wanderausstellung und wurde u. a. in Oldenburg, Bielefeld, Bochum und Essen gezeigt.
Ein Höhepunkt öffentlicher Anerkennung mag die Teilnahme an der von Gustav Friedrich Hartlaub initiierten Ausstellung „Beschauliche Sachlichkeit“ gewesen sein, die als Nachfolge-Ausstellung zu der 1925 erfolgten Präsentation einer „Neuen Sachlichkeit“ 1933 realisiert wurde. Sie wurde sowohl in der Kunsthalle Mannheim als auch später in der Anhaltischen Gemäldegalerie Dessau präsentiert. Der als eigenbrötlerisch beschriebene Künstler schien selbst nur wenig von Karriere und Erfolg zu halten.
Im Nationalsozialismus konnte Bernhard Feldkamp ohne nennenswerte Behinderung durch die nationalsozialistische Kunstauffassung weiter arbeiten. Auf den ersten Blick widersprachen weder Malweise noch Motive dem Blut- und Bodenkonzept der neuen Machthaber. Doch Bernhard Feldkamp ließ sich nicht vereinnahmen. Er war zu stark mit seiner eigenen, religiösen Welt verbunden und dem göttlichen Schöpfer verpflichtet. Im realen Alltag übernahm er zwar 1935 das Ehrenamt des Standesbeamten für Pye, fertigte für Kirchen in Hollage und Fürstenau Darstellungen der Kreuzwege, blieb jedoch ansonsten einer Kunst präsentierenden Öffentlichkeit fern.
Als er 1970 starb, wussten nur noch Verwandte und alteingesessene Pyer von seinem künstlerischen Schaffen. Erst die große Einzelausstellung zu seinem 100. Geburtstag im Jahre 1997, die in der Reihe „Osnabrücker Kunst und Künstler“ organisiert wurde, ließ Bernard Feldkamp und sein Werk wieder in das allgemeine Bewusstsein der Osnabrücker Kunst- und Kulturinteressierten dringen.  